# Nikónovo (Perm)
|  | Per a altres significats, vegeu «Nikónovo». |

Nikónovo (en rus: Никоново) és un poble del krai de Perm, a Rússia, que forma part del raion de Gaini. El 2010 tenia 10 habitants.